# Jordan Veretout
Jordan Marcel Gilbert Veretout, född 1 mars 1993 i Ancenis, är en fransk fotbollsspelare som spelar för Marseille.

## Klubbkarriär
Veretout debuterade för Aston Villa i Premier League den 8 augusti 2015 i en 1–0-vinst över Bournemouth.
Den 25 juli 2017 värvades Veretout av Fiorentina, där han skrev på ett fyraårskontrakt med option på ytterligare ett år. Den 20 juli 2019 lånades Veretout ut till Roma på ett låneavtal över säsongen 2019/2020. Därefter blev det en permanent övergång till Roma för Veretout som skrev på ett fyraårskontrakt.
Den 5 augusti 2022 värvades Veretout av Marseille, där han skrev på ett treårskontrakt.

## Landslagskarriär
I november 2022 blev Veretout uttagen i Frankrikes trupp till VM 2022.